# Habenaria schindleri
Habenaria schindleri är en orkidéart som beskrevs av Rudolf Schlechter. Habenaria schindleri ingår i släktet Habenaria och familjen orkidéer. Inga underarter finns listade i Catalogue of Life.